# Volha Harbounova
Volha Aliaksandrawna Harbounova (en biélorusse : Вольга Аляксандраўна Гарбунова ; en russe : Ольга Александровна Горбунова, Olga Alexandrovna Gorbounova), née le 7 mai 1981, est une militante biélorusse des droits humains connue pour sa défense des droits des femmes, des enfants, de la communauté LGBTQI+ et d'autres groupes marginalisés en Biélorussie. Après avoir été emprisonnée pour avoir organisé des marches pour les droits des femmes à la suite de la présidentielle biélorusse contestée de 2020, elle fuit son pays en 2022. Active au sein l'opposition démocratique en exil, elle est nommée au Cabinet de transition uni le 26 décembre 2022 en tant que représentante pour les questions sociales.
Son engagement est couronné par le prix international de la femme de courage le 4 mars 2023.

## Formation sur les droits des femmes
Volha Harbounova travaille pendant 18 ans pour l'organisation non gouvernementale Radislava, créée en 2002 par et pour les survivantes de violences sexistes, en tant que psychologue et dirigeante de l'organisation. Elle forme des fonctionnaires de police, ainsi que des membres des administrations de l'aide sociale et des soins de santé, à l'aide aux victimes de violences familiales.
En 2016, elle introduit en Biélorussie la campagne mondiale One Billion Rising (en) contre les violences sexuelles. Elle créé aussi l'entreprise d'insertion et centre culturel Norma Café, qui agit pour la formation et l'emploi des femmes, tout en militant également pour la communauté LGBT.

## Récompenses
En 2022, Volha Harbounova reçoit le prix Front Line Defenders, qui récompense les défenseurs des droits humains s'étant mis en danger par leurs actions. L'annonce du prix est retardée jusqu'en décembre 2022 pour des raisons de sécurité, Volha Harbounova se trouvant toujours en Biélorussie à la date initialement prévue pour sa remise (le 27 mai 2022) : la récompense lui est officiellement décernée le 9 décembre à Vilnius. Andrew Anderson, de Front Line Defenders, caractérise le prix comme une reconnaissance de « ses efforts de longue date dans la lutte pour les droits humains des femmes et des enfants en Biélorussie ».
Le 4 mars 2024, elle se voit décerner le prix international de la femme de courage par le département d'État des États-Unis.